# Лэшань
Лэша́нь (кит. упр. 乐山, пиньинь Lèshān) — городской округ в провинции Сычуань КНР.

## История
В 1952 году был образован Специальный район Лэшань (乐山专区) из 1 городского уезда и 9 уездов. В 1953 году был расформирован Специальный район Мэйшань (眉山专区), и 6 его бывших уездов вошли в состав Специального района Лэшань. В 1958 году из Специального района Нэйцзян (内江专区) в состав Специального района Лэшань был передан уезд Жэньшоу. В 1970 году Специальный район Лэшань был переименован в Округ Лэшань (乐山地区). В 1985 году округ Лэшань был преобразован в городской округ Лэшань.
В 1997 году шесть уездов городского округа Лэшань были выделены в отдельный Округ Мэйшань (眉山地区).

## Административно-территориальное деление
Городской округ Лэшань делится на 4 района, 1 городской уезд, 4 уезда, 2 автономных уезда:
| Карта | Карта                        | Карта                        | Карта          | Карта                 | Карта            | Карта         | Карта                      |
| ----- | ---------------------------- | ---------------------------- | -------------- | --------------------- | ---------------- | ------------- | -------------------------- |
|       |                              |                              |                |                       |                  |               |                            |
| #     | Статус                       | Название                     | Иероглифы      | Пиньинь               | Население (2004) | Площадь (км²) | Плотность населения (/км²) |
| 1     | Район                        | Шичжун                       | 市中区         | Shìzhōng qū           | 560 000          | 825           | 679                        |
| 2     | Район                        | Шавань                       | 沙湾区         | Shāwān qū             | 200 000          | 617           | 324                        |
| 3     | Район                        | Утунцяо                      | 五通桥区       | Wǔtōngqiáo qū         | 320 000          | 474           | 675                        |
| 4     | Район                        | Цзинькоухэ                   | 金口河区       | Jīnkǒuhé qū           | 60 000           | 598           | 100                        |
| 5     | Городской уезд               | Эмэйшань                     | 峨眉山市       | Éméishān shì          | 430 000          | 1168          | 368                        |
| 6     | Уезд                         | Цяньвэй                      | 犍为县         | Qiánwéi xiàn          | 570 000          | 1375          | 415                        |
| 7     | Уезд                         | Цзинъянь                     | 井研县         | Jǐngyán xiàn          | 410 000          | 841           | 488                        |
| 8     | Уезд                         | Цзяцзян                      | 夹江县         | Jiājiāng xiàn         | 350 000          | 749           | 467                        |
| 9     | Уезд                         | Мучуань                      | 沐川县         | Mùchuān xiàn          | 260 000          | 1401          | 186                        |
| 10    | Эбянь-Иский автономный уезд  | Эбянь-Иский автономный уезд  | 峨边彝族自治县 | Ébiān Yízú zìzhìxiàn  | 140 000          | 2395          | 58                         |
| 11    | Мабянь-Иский автономный уезд | Мабянь-Иский автономный уезд | 马边彝族自治县 | Mǎbiān Yízú zìzhìxiàn | 180 000          | 2383          | 76                         |

## Экономика

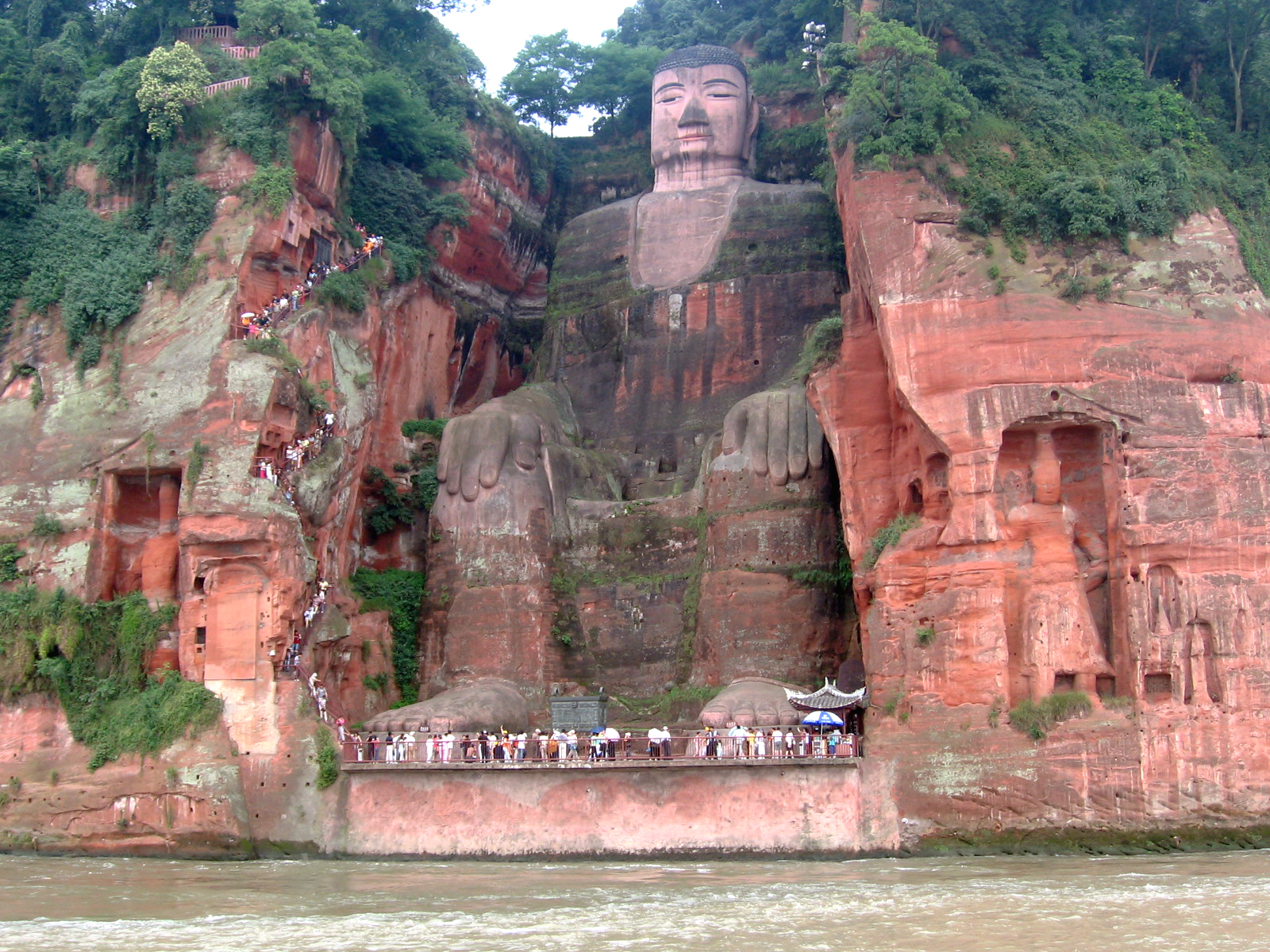
Статуя Будды в Лэшане

В Лэшане базируются химические компании Sichuan Hebang Biotechnology (удобрения, добавки для корма, стекло и волокна), Fuhua Tongda Agro-Chemical Technology (удобрения и пестициды), Jianwei Salt Chemical, агропромышленные компании Leshan Juxing Biotechnology (комбикорм) и Giantstar Farming & Husbandry Corporation (животноводство), приборостроительная компания Sichuan Honghua Industry, завод энергетического оборудования Dongfeng Electric Machinery, цементный завод Jianwei Baoma Cement, завод поликремния Tongwei и бумажная фабрика Nine Dragons Paper.

### Туризм
Главными туристическими локациями являются священная гора Эмэйшань, статуя Будды в Лэшане, скальная гробница Махао и дом-музей китайского писателя Го Можо, привлекающие ежегодно миллионы туристов.

## Транспорт
Через городской вокзал проходят поезда межгородской скоростной железной дороги Чэнду — Мяньян — Лэшань и высокоскоростной железной дороги Чэнду — Гуйян.
В 2000 году была введена в эксплуатацию 160-километровая скоростная автострада Чэнду — Лэшань.

## Образование
- Лэшаньский педагогический университет

## Города-побратимы
- Гилберт, США
- Харви-Бей, Австралия
- Итикава, Япония